# Bushia
Bushia is een geslacht van tweekleppigen uit de  familie van de Thraciidae.

## Soorten
- Bushia elegans (Dall, 1886)
- Bushia galapagana (Dall, 1915)
- Bushia panamensis Dall, 1890
- Bushia philippsi Coan, 1990